# إبراهيم آباد (مقاطعة فهرج)
إبراهيم‌آباد (بالفارسية: ابراهیم‌آباد) هي قرية تقع في البلدة المركزية في إيران.